# Timothy Pickering
Timothy Pickering (n. 17 iulie 1745 - d. 29 ianuarie 1829) a fost un politician american, Secretar de Stat al Statelor Unite între 1795 și 1800.